# Kogoro Akechi
Kogoro Akechi est un détective de fiction créé par l'écrivain Edogawa Ranpo (alias d'Hirai Taro : 1894-1965). Il apparaît pour la première fois dans D-zaka no satsujin jiken (The Case of the Murder on D. Hill, traduit en français sous le titre L'Assassinat de la rue D), parut en 1929.
Ce personnage n'avait au départ pas vocation à devenir le héros d'une série de romans policiers, mais le franc succès rencontré auprès du public a incité l'auteur à faire vivre de nouvelles aventures à ce personnage.
Il apparaît dans 12 titres de l'écrivain, dont seulement 9 ont été traduits en français.

## Histoire et personnalité
La personnalité de Kogoro Akeshi est largement inspirée de Sherlock Holmes : il agit en tant que détective consultant qui assiste la police sur des cas particulièrement difficiles. Il emploie notamment les services d'enfants afin de l'aider à surveiller le voisinage et fumer l'aide à réfléchir, à l'instar du détective de Baker Street.
Dans les récits dans lesquels il apparaît, il est fréquent qu'il démontre du respect pour ses antagonistes, notamment Le Démon aux vingt visages, mais également plusieurs antagonistes non récurrents d'autres œuvres, par exemple dans Le Lézard noir, paru en 1934.
Le détective vit à Tokyo, et c'est dans cette ville que se déroulent la plupart de ses récits où surgissent souvent des éléments propres au fantastique et à l'érotisme, bien que moins présents que dans d'autres œuvres de Ranpo Edogawa, notamment dans La Chenille et La Bête aveugle.

## Apparitions

### Œuvres traduites en français
Liste issue de la page wikipedia de Ranpo Edogawa
- L'Assassinat de la rue D (D坂の殺人事件, D-zaka no Satsujin Jiken), 1925 ; nouvelle parue dans le recueil L'Assassinat de la rue D : Les Premières Enquêtes de Kogorô Akechi vol.1, version numérique Éditions Le Rat Pendu, 2016 (kindle ASIN B019WB1PK6, kobo) et dans l'intégrale Kogorô Akechi - Les premières enquêtes, version brochée Éditions Chapitre.com, 2019 (979-10-290-0911-2)
- Le Test psychologique (心理試験, Shinri Shiken?), 1925 ; nouvelle parue dans La Proie et l'Ombre, Éditions Philippe Picquier, 1994  (ISBN 287730180X), 1998  (ISBN 978-2877301800) ; autre traduction de Sophie Bescond parue dans le recueil Le Promeneur sous les toits : Les Premières Enquêtes de Kogorô Akechi vol.2, version numérique Éditions Le Rat Pendu, 2017 (kindle ASIN B078KCS6P5, kobo) et dans l'intégrale Kogorô Akechi - Les premières enquêtes, version brochée Éditions Chapitre.com, 2019 (979-10-290-0911-2)
- Le Lézard noir (黒蜥蜴, Kuro-tokage?), 1934 ; Éditions Philippe Picquier, 2000  (ISBN 2877304973 et 978-2877304979), roman
- Qui (何者, Nanimono), 1929 ; novella parue dans le recueil L'Assassinat de la rue D : Les Premières Enquêtes de Kogorô Akechi vol.1, version numérique Éditions Le Rat Pendu, 2016 (kindle ASIN B019WB1PK6, kobo) et dans l'intégrale Kogorô Akechi - Les premières enquêtes, version brochée Éditions Chapitre.com, 2019 (979-10-290-0911-2)
- Le Fantôme (幽霊, Yûrei) 1925 ; nouvelle parue dans le recueil L'Assassinat de la rue D : Les Premières Enquêtes de Kogorô Akechi vol.1, version numérique Éditions Le Rat Pendu, 2016 (kindle ASIN B019WB1PK6, kobo) et dans l'intégrale Kogorô Akechi - Les premières enquêtes, version brochée Éditions Chapitre.com, 2019 (979-10-290-0911-2)
- Le Promeneur sous les toits (屋根裏の散歩者, Yaneura no Samposha) 1925 ; nouvelle parue dans le recueil Le Promeneur sous les toits : Les Premières Enquêtes de Kogorô Akechi vol.2, version numérique Éditions Le Rat Pendu, 2017 (kindle ASIN B078KCS6P5, kobo) et dans l'intégrale Kogorô Akechi - Les premières enquêtes, version brochée Éditions Chapitre.com, 2019 (979-10-290-0911-2)
- Le Gang de la Main Noire (黒手組, Kurotegumi) 1925 ; nouvelle parue dans le recueil Le Promeneur sous les toits : Les Premières Enquêtes de Kogorô Akechi vol.2, version numérique Éditions Le Rat Pendu, 2017 (kindle ASIN B078KCS6P5, kobo) et dans l'intégrale Kogorô Akechi - Les premières enquêtes, version brochée Éditions Chapitre.com, 2019 (979-10-290-0911-2)
- Le Vampire (吸血鬼, Kyûketsuki), 1931 ; roman, version numérique Éditions Le Rat Pendu, 2017 (kindle ASIN B06XNMTMHL, kobo), version broché Éditions Chapitre.com, 2017  (ISBN 9791029006685)
- Le Nain (一寸法師, Issunbôshi) 1926 ; roman paru sous le titre Le Nain : Les Premières Enquêtes de Kogorô Akechi vol.3, version numérique Éditions Le Rat Pendu, 2018 (kindle ASIN B07KW9VH4X, kobo) et inclus dans l'intégrale Kogorô Akechi - Les premières enquêtes, version brochée Éditions Chapitre.com, 2019 (979-10-290-0911-2)